# Toyota Yaris WRC
La Toyota Yaris WRC è la versione da competizione della Toyota Yaris, appositamente realizzata per competere nel Campionato del mondo rally, progettata, costruita e portata in pista dalla Toyota GAZOO Racing WRC, con sede in Finlandia. La vettura ha partecipato al mondiale WRC dal 2017 al 2021.

## L'annuncio del ritorno e i primi test

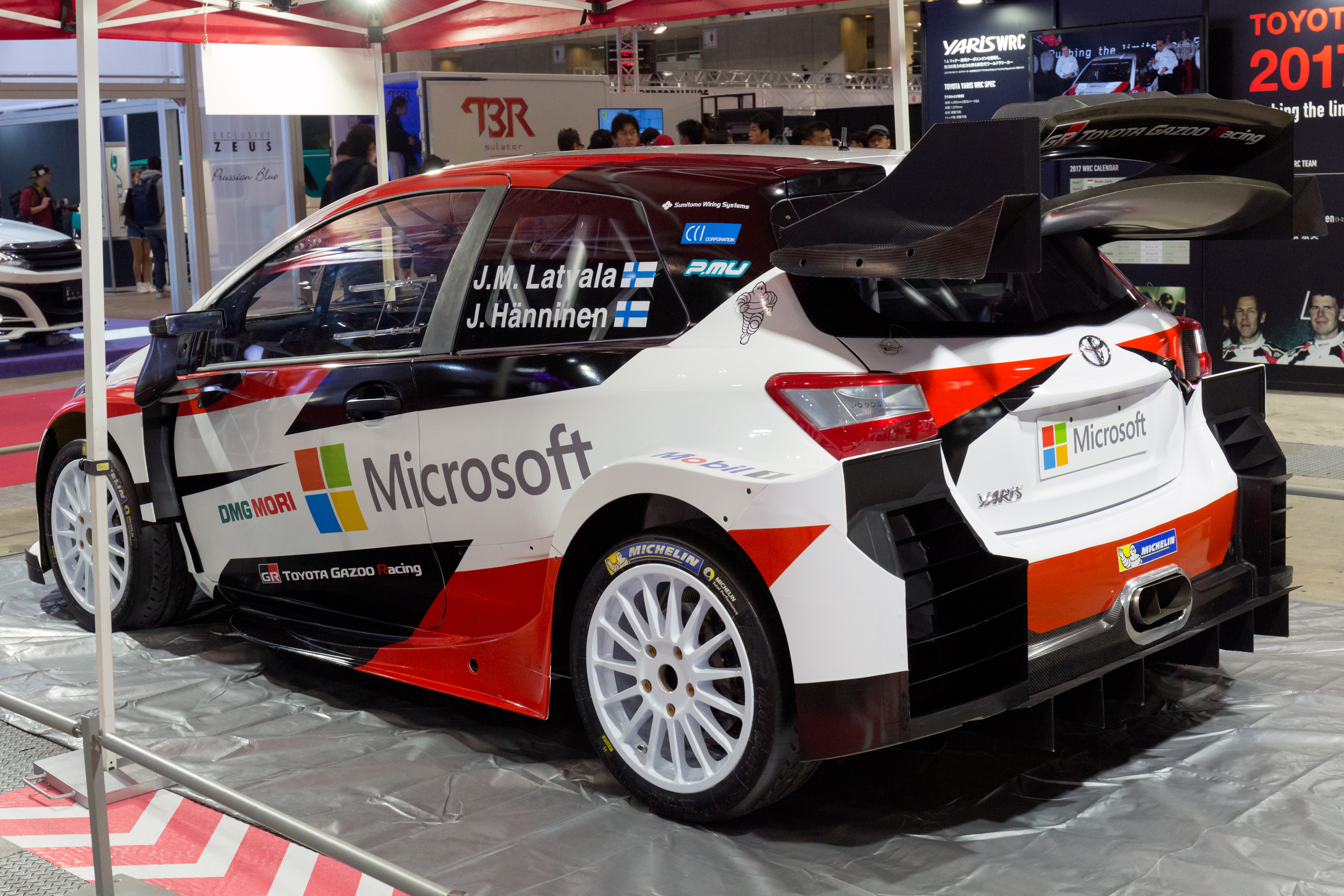
Vista posteriore della Yaris WRC del 2017

La casa giapponese annunciò nel 2013 un ritorno sulle scene con una nuova vettura la quale sarebbe stata costruita e messa in strada nel 2014, a 14 anni dal ritiro ufficiale avvenuto al termine della stagione 1999, quando si chiuse l'avventura della Corolla WRC, senza tuttavia lasciare intendere quando sarebbe stato il rientro ufficiale nel WRC. Iniziò quindi a testare l'auto nei primi mesi del 2014 affidando il compito alla filiale italiana della Toyota che provvide a provare l'auto sulle strade italiane. Fu inoltre ingaggiato come team manager e test-driver ufficiale il quattro volte campione iridato Tommi Mäkinen.
Nel gennaio 2015 Akio Toyoda, presidente della Toyota Motor Corporation, presentò la nuova vettura in una conferenza ufficiale e dichiarò che avrebbe debuttato nel 2017.
Lo sviluppo della Yaris WRC è stato affidato a Simon Carrier, che ne ha curato il design e ne ha diretto il progetto, insieme alla squadra degli ingegneri capitanata da Tom Fowler e Mikko Ruoho.

## Stagione 2017

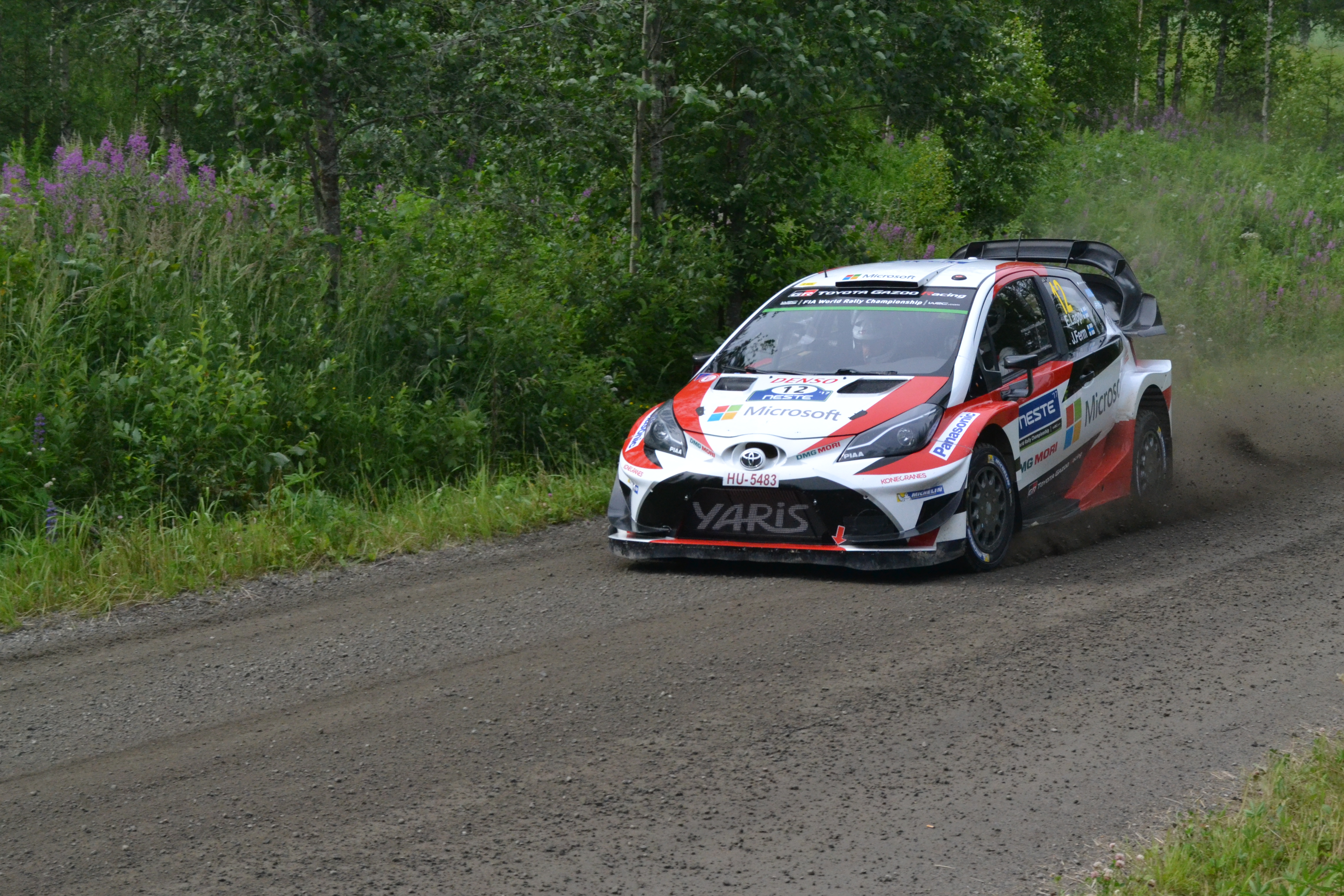
La Yaris WRC di Esapekka Lappi, vittorioso al Rally di Finlandia 2017

A dicembre 2016 venne svelata la livrea definitiva da utilizzare per la stagione 2017 e furono annunciati ufficialmente i tre piloti ingaggiati per l'atteso ritorno nel massimo campionato rally, ovvero i tre finlandesi Juho Hänninen, già impegnato nei test l'anno precedente, Esapekka Lappi, proveniente dalla Škoda Motorsport, e Jari-Matti Latvala lasciato libero dalla Volkswagen Motorsport dopo che la casa di Wolfsburg, detentrice degli ultimi quattro titoli mondiali piloti e costruttori, si ritirò al termine del 2016.
Al suo debutto assoluto al Rally di Montecarlo ottiene il secondo piazzamento sul podio dietro la Fiesta WRC di Sébastien Ogier. Al Rally di Svezia 2017 conquista la prima vittoria stagionale con Jari-Matti Latvala, la prima dopo il ritorno della casa nipponica a 18 anni dall'ultima avvenuta con la Corolla WRC.

## Vittorie nel WRC
| #  | Anno | Rally                               | Superficie | Pilota             | Co-pilota        | Squadra                 |
| -- | ---- | ----------------------------------- | ---------- | ------------------ | ---------------- | ----------------------- |
| 1  | 2017 | 65th Rally Sweden                   | Neve       | Jari-Matti Latvala | Miikka Anttila   | Toyota Gazoo Racing WRT |
| 2  | 2017 | 67th Neste Rally Finland            | Sterrato   | Esapekka Lappi     | Janne Ferm       | Toyota Gazoo Racing WRT |
| 3  | 2018 | 38th YPF Rally Argentina            | Sterrato   | Ott Tänak          | Martin Järveoja  | Toyota Gazoo Racing WRT |
| 4  | 2018 | 68th Neste Rally Finland            | Sterrato   | Ott Tänak          | Martin Järveoja  | Toyota Gazoo Racing WRT |
| 5  | 2018 | 36th ADAC Rallye Deutschland        | Asfalto    | Ott Tänak          | Martin Järveoja  | Toyota Gazoo Racing WRT |
| 6  | 2018 | 11th Marmaris Rally Turkey          | Sterrato   | Ott Tänak          | Martin Järveoja  | Toyota Gazoo Racing WRT |
| 7  | 2018 | 27° Kennards Hire Rally Australia   | Sterrato   | Jari-Matti Latvala | Miikka Anttila   | Toyota Gazoo Racing WRT |
| 8  | 2019 | 67th Rally Sweden                   | Neve       | Ott Tänak          | Martin Järveoja  | Toyota Gazoo Racing WRT |
| 9  | 2019 | 1° Copec Rally Chile                | Sterrato   | Ott Tänak          | Martin Järveoja  | Toyota Gazoo Racing WRT |
| 10 | 2019 | 53° Vodafone Rally de Portugal      | Sterrato   | Ott Tänak          | Martin Järveoja  | Toyota Gazoo Racing WRT |
| 11 | 2019 | 69th Neste Rally Finland            | Sterrato   | Ott Tänak          | Martin Järveoja  | Toyota Gazoo Racing WRT |
| 12 | 2019 | 37th ADAC Rallye Deutschland        | Asfalto    | Ott Tänak          | Martin Järveoja  | Toyota Gazoo Racing WRT |
| 13 | 2019 | 75° Wales Rally GB                  | Sterrato   | Ott Tänak          | Martin Järveoja  | Toyota Gazoo Racing WRT |
| 14 | 2020 | 68th Rally Sweden                   | Neve       | Elfyn Evans        | Scott Martin     | Toyota Gazoo Racing WRT |
| 15 | 2020 | 17° Rally Guanajuato México         | Sterrato   | Sébastien Ogier    | Julien Ingrassia | Toyota Gazoo Racing WRT |
| 16 | 2020 | 13th Rally Turkey Marmaris          | Sterrato   | Elfyn Evans        | Scott Martin     | Toyota Gazoo Racing WRT |
| 17 | 2020 | ACI Rally Monza 2020                | Asfalto    | Sébastien Ogier    | Julien Ingrassia | Toyota Gazoo Racing WRT |
| 18 | 2021 | 89éme Rallye Automobile Monte-Carlo | Asfalto    | Sébastien Ogier    | Julien Ingrassia | Toyota Gazoo Racing WRT |
| 19 | 2021 | Croatia Rally 2021                  | Asfalto    | Sébastien Ogier    | Julien Ingrassia | Toyota Gazoo Racing WRT |
| 20 | 2021 | 55° Vodafone Rally de Portugal      | Sterrato   | Elfyn Evans        | Scott Martin     | Toyota Gazoo Racing WRT |
| 21 | 2021 | 18° Rally Italia Sardegna           | Sterrato   | Sébastien Ogier    | Julien Ingrassia | Toyota Gazoo Racing WRT |
| 22 | 2021 | 69° Safari Rally Kenya              | Sterrato   | Sébastien Ogier    | Julien Ingrassia | Toyota Gazoo Racing WRT |
| 23 | 2021 | 11° Rally Estonia                   | Sterrato   | Kalle Rovanperä    | Jonne Halttunen  | Toyota Gazoo Racing WRT |
| 24 | 2021 | 65° EKO Acropolis Rally of Gods     | Sterrato   | Kalle Rovanperä    | Jonne Halttunen  | Toyota Gazoo Racing WRT |
| 25 | 2021 | 71th Neste Rally Finland            | Sterrato   | Elfyn Evans        | Scott Martin     | Toyota Gazoo Racing WRT |
| 26 | 2021 | FORUM8 ACI Rally Monza 2021         | Asfalto    | Sébastien Ogier    | Julien Ingrassia | Toyota Gazoo Racing WRT |